# شیا شوانزه
شیا شوانزه (انگلیسی: Xia Xuanze؛ زادهٔ ۵ ژانویهٔ ۱۹۷۹) بدمینتون‌باز اهل چین است.